# 吉田ユウ
吉田 ユウ（よしだ ゆう、1986年5月24日 - ）は、日本の元タレントである。

## 略歴
- 川崎競輪場イメージガール『川崎バンクエンジェル』の2期生に選ばれ活動。
- 2011年3月より、日テレジェニック2011候補生として活動。ナイスファイト賞受賞。
- 2011年12月中旬より、サミー「777town.net」のイメージガール候補生として参加。2012年1月26日に最終選考で7人中3人の枠に2位で通過し、777Girlのメンバーとしても活動。
- 2012年2月1日から、サンケイスポーツがプロデュースするアミューズメント系アイドルユニット『サンスポアイドルリポーター SIR（以下SIR）』1期生としても活動。
- 2015年1月31日を以ってSIRから卒業することを発表[1]。
- 2015年7月29日、同年8月いっぱいで芸能界を引退することを報告した[2]。

## 人物
- 特技はクラシックバレエ（10年習っていた）。趣味はダンス、画像収集（シュールなもの）。
- フードアナリストの資格を保有しており、サンケイスポーツ紙のSIRのコラムでは食に関する記事を書くこともある。
- 弟が1人いる[3]。

### エピソード
- ニックネームの「きちだちゃん」はサミー「777town.net」で付けられたものである。
- SIRでのイメージカラーは黄緑。キャッチコピーは1年目が「好感度No.1マルチアイドル!」、2年目から「好感度No.1!エコグリーン」と、いずれも好感度を前面に出しているが、SIRメンバー内ではこれとは全く逆の腹黒キャラをネタで押し付けられていた。

### 交友関係
- 友咲まどかと大親友であり、三人で『ねこちゃんチーム』を結成している[4]。

## 出演

### テレビ
- ごごたま（テレビ埼玉 2013年-放送中）- 水曜日放送の「あなたの街Oh！しかけ隊」に出演
- シャキーン！- （NHK）2015年番組内コーナー「ひみつのレンコちゃん」保健室の先生役で出演
- お願い!ランキング（テレビ朝日）2015年
- 志村けんのバカ殿様（フジテレビ）2015年
- 志村座（フジテレビ）2015年
- みんなのバラエティ「みんバラ」（TOKYO MX）
- エンタのたまご「エンタマ」（千葉テレビ）
- やりにげコージー（テレビ東京）
- 水着少女（テレビ東京）
- 吉本No.1王座決定戦
- 全力坂（テレビ朝日）- 2010年12月16日（新助坂）、12月22日（出羽坂）
- アイドルの穴〜日テレジェニックを探せ!〜（日本テレビ）- 日テレジェニック2011年候補生として11週目まで出演。

### ラジオ
- アイドルライブ情報部★（下北FM）- レギュラー、メインMC担当。　2011年1月から2012年1月　1年間担当しアシスタントの滝沢さくらに引き継ぎ卒業。

### インターネットテレビ
- SIRアミューズメント放送局 アイドルリポーターのキセキ（下北FM／ニコニコ生放送公式チャンネル） 2012年4月5日-2013年3月7日　レギュラー、メインMC担当。
- SIRパチンコ放送局「新装開店！SIRの生パチ」（ニコニコ生放送公式チャンネル）- 2014年11月7日-2014年

## アイドルユニット
- サンスポアイドルリポーター SIR

## 掲載雑誌
- 週刊ヤングジャンプ
- FRIDAY
- スコラ
- サブラ
- Bejean